# Rhopalione incerta
Rhopalione incerta är en kräftdjursart som först beskrevs av Bonnier 1900.  Rhopalione incerta ingår i släktet Rhopalione och familjen Bopyridae. Inga underarter finns listade i Catalogue of Life.